# Ingo Hoppe

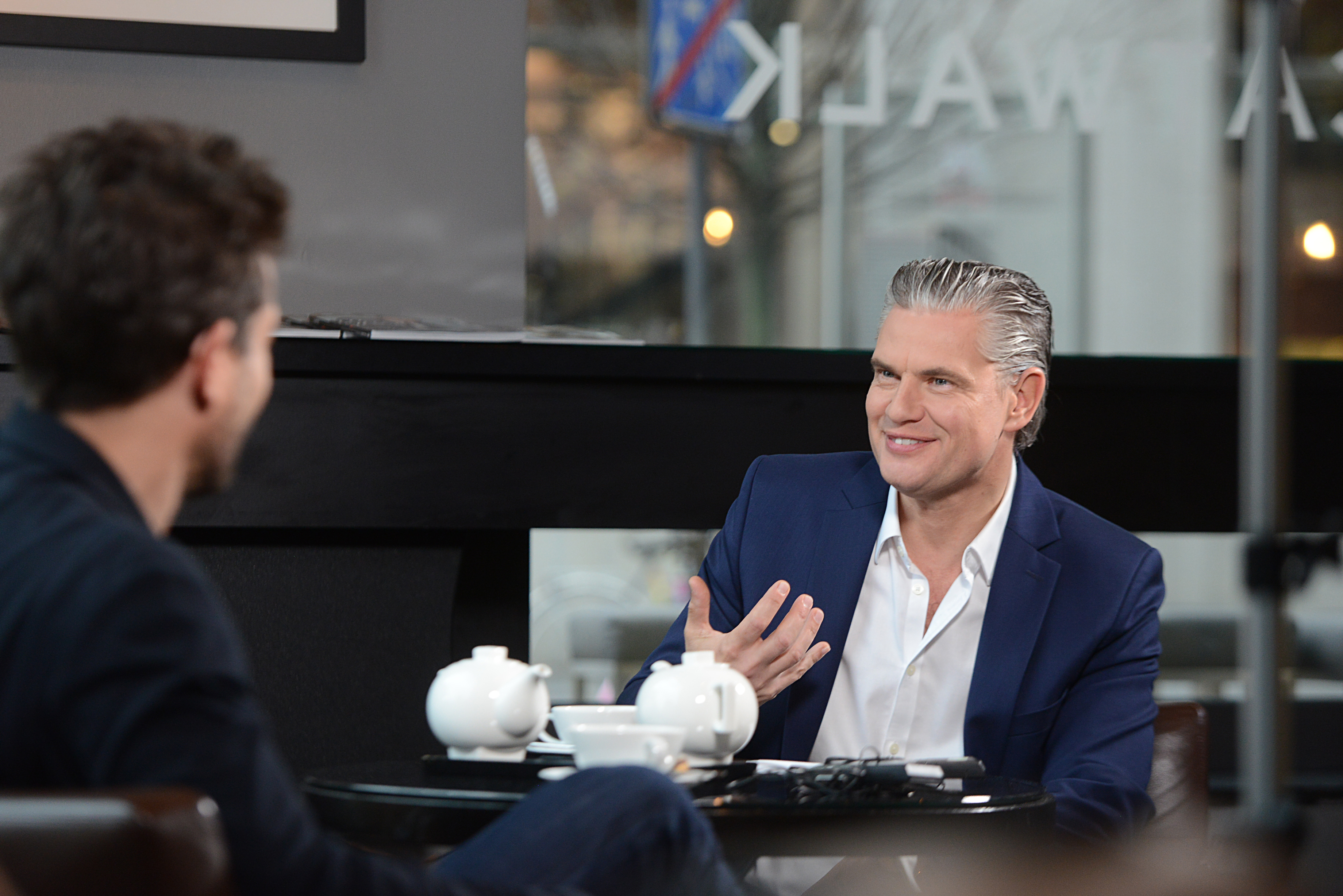
Ingo Hoppe (2016)

Ingo Hoppe (* 26. April 1968 in Otterndorf) ist ein deutscher Hörfunk- und Fernsehmoderator, Journalist und Sprecher.

## Leben
Nach dem Wehrdienst bei der Luftwaffe studierte Hoppe Politikwissenschaft an der Freien Universität Berlin und begann 1988 seine Laufbahn beim SFB. Ab 1991 moderierte er vor allem die Morgensendung Guten Morgen Berlin.
Für die ARD berichtete Ingo Hoppe aus Monaco, Ägypten, Italien und dem Irak. 1996 war er einer der ARD-Reporter für die Olympischen Sommerspiele in Atlanta.
Im Jahr 1997 wechselte Hoppe zum privaten Fernsehsender TV.Berlin. Dort präsentierte er ein tägliches Call-in-Format, zusätzlich diverse Polit- und Promitalkformate, unter anderen die Sendung „Ich stelle mich“. Nach der Insolvenz des Betreibers Leo Kirch kehrte Hoppe 1999 zum SFB, nunmehr Rundfunk Berlin-Brandenburg (rbb) zurück.
Außerdem moderierte er diverse Großereignisse, wie etwa den Tag der offenen Tür im Bundeskanzleramt und die Eröffnung der neuen US-Botschaft in Berlin. Ferner arbeitet Ingo Hoppe als Sprecher und spielte Nebenrollen in den Fernsehproduktionen Kanzleramt (ZDF) und Die Krähen.
Seit 2012 moderiert Hoppe auf rbb 88.8 Gesprächssendungen mit Gästen aus Politik, Wirtschaft und Gesellschaft.
2018 veröffentlichte Hoppe sein Hörbuch Wie Sie mit jedem ins Gespräch kommen und neue Freunde gewinnen: Kleine Tricks für großen Erfolg in Beziehungen.
Seit diesem Hörbucherfolg arbeitet Ingo Hoppe verstärkt als Trainer für Kommunikation und für Wirkung im  öffentlichen Bereich,  außerdem berät er Unternehmen  im  Bereich Teambuilding.
Hoppe ist verheiratet, hat zwei Kinder und lebt in Berlin.

## Trivia
In dem Thriller Tränenbringer von Veit Etzold (2017) besucht die Kommissarin den Moderator Ingo Hoppe in dessen Haus und ist später zu Gast bei ihm im Studio. Etzold und Hoppe stellten das Buch im Haus des Rundfunks in Berlin im Rahmen einer Lesung gemeinsam vor.